# Katarismo

Wiphala de Túpac Katari

O katarismo é uma tendência política da Bolívia inspirada no nome de Túpac Katari, importante liderança indígena da virada do século XVIII ao XIX. Sua proposta funcionou como base organizativa e ideológica de processos de emergência indígena ocorridos desde a década de 1970. Esta tendência fomentou mobilizações contra as políticas neoliberais dos anos 2000 ao 2005, na Bolívia, que culminaram na eleição do dirigente cocalero Evo Morales à presidência. Ideais kataristas têm sido parcialmente incorporados na nova Constituição política do Estado boliviano de 2009 e no discurso oficial do Governo de Morales, apesar de não completa e efetivamente realizados. Tais ideais expressam-se especialmente nas noções de "bem-viver" e "Estado plurinacional".

## Antecedentes
O katarismo diferencia-se de outros movimentos indigenistas, sobretudo por sua relação dual acerca das questões étnicas, bem como das demandas classistas - em sua face mais ligada à luta camponesa-, as quais convergem-se em seu cerne na forma da luta indígena, aglutinando as reivindicações de dois setores fundamentais para as populações indígenas-campesinas do Altiplano boliviano. Para que seja possível compreender as bases e a atuação política do movimento katarista é preciso compreender os antecedentes históricos que levaram à sua formação e o desenvolvimento político no cenário boliviano.
As bases para a construção do movimento katarista e de suas reivindicações apresentam-se na longa duração, fazendo parte de um mundo entrelaçado, pautado não na conciliação entre os grupos, mas na coexistência e disputa entre o fluxo da história oficial e os demais fluxos contrários produzidos por suas reivindicações.
Sua história liga-se profundamente à ascensão do modelo administrativo colonial, fato que mudaria completamente a estrutura vigente e, dessa forma, o eco dessas transformações alterariam completamente os rumos das populações originárias que ocupavam o território que a posteriori viria a ser reconhecido como parte da região centro-sul do continente Americano, como é o caso das populações aymarás, antes parte do Tawantinsuyo.

#### Período de revoltas coloniais
Durante o período colonial, iniciou-se um processo de fragmentação das terras e a conversão das terras comunais (ayllus) - Pauta de extrema importância para os movimentos indígenas - em repartimentos, o que significava uma redução na autonomia e um risco à sobrevivência da cultura e organização indígena, culminando na assinatura forçada de um acordo compulsório entre representantes aymarás e a coroa Espanhola, garantindo aos nativos direito de manter parte de suas terras ao custo do pagamento de impostos desmedidos, além do pagamento da mita. 
O aumento dos impostos junto às constantes interferências por parte da coroa na escolha dos kurakas, lideranças indígenas chefes dos ayllus, geraram revoltas que eclodiram em diversas regiões, as quais no geral foram violentamente reprimidas. Dentre estas revoltas, destaca-se a busca por maior autonomia e o teor nativista uma primeira forma de luta baseada em fatores étnicos e culturais, até então muito raro entre os demais grupos. Por volta do ano de 1780, encontramos um dos maiores exemplos de uma revolta com as citadas características, representado na figura de um importante líder Quéchua, José Gabriel Condorcanqui, mais conhecido como Tupac Amaru II.
Condorcanqui fora um respeitado kuraka, ao ponto de receber da coroa o título de Marquês de Oropesa. O mesmo, apesar de muito influente, fracassara em todas as tentativas de negociação com a coroa espanhola. Deve-se notar que inicialmente Condorcanqui não objetivava nada próximo a uma independência, mas sim uma negociação por melhores condições de trabalho, na qual, por exemplo, exigia a extinção da mita e de outras formas de opressão exercidas pela coroa. Era sobretudo uma busca, assim como posteriormente empreendido por outros grupos, por mudanças nos parâmetros impostos pelo sistema colonial, não objetivando necessariamente uma quebra, mas sim o reconhecimento de cidadania e direitos sob a terra.
Suas frustradas tentativas de negociação o guiam a um movimento de independência originária. José Gabriel Condorcanqui, o qual considerava-se um descendente direto de Tupac Amaru, parte da construção da ideia de um legítimo líder indígena - passara a defender um renascimento do império Inca que culminou na revolta de Tupac Amaru II, onde o mesmo liderou um exército composto por contingente sobretudo indígena.
Tupac Amaru II acabara torturado e morto após ser traído. No entanto, os resultados de sua luta não foram esquecidos. É possível notar os resultados na influência exercida por sua imagem, tanto na criação de símbolos - mantendo o nome Tupac relevante e símbolo da insurgência indígena – quanto por fomentar as lutas travadas pelas diversas populações originárias. Como podemos notar com o surgimento de outras duas revoltas iniciadas em períodos muito próximos: a primeira liderada por Tómas Katari, Kuraka da cidade de San Pedro de Macha, localizado na província de Chayanta, em Potosí, e uma segunda, que será particularmente mais explorada aqui, liderada pelo camponês Julián Apaza, posteriormente conhecido como Tupac Katari.

##### Tupac Katari
Julián Apaza tem em sua origem e simbolismo seus aspectos mais emblemáticos. Diferentemente de demais líderes notórios presentes neste ambiente de revoltas, Apaza não se configurava como parte de qualquer elite, nem era um kuraka. Era um indivíduo sem qualquer prestígio, sem títulos e nem cargos públicos. Era tão somente um camponês, parte da plebe e de uma minoria étnica. Sua origem tornou-se uma poderosa ferramenta para a construção da luta indígena na época; tornava real o sentimento de que qualquer grupo poderia questionar os desmandos da coroa.
Katari tornou-se símbolo da luta indígena e campesina, representando a união de dois eixos fundamentais para as populações originárias presentes em território boliviano, a via das lutas de raça e de classe, sendo por muitas vezes retomado pelos mais diversos movimentos de teor indigenista e classista. No entanto, os simbolismos não se encerram, apenas, em sua origem, mas se tornam ainda mais reveladores ao observar-se o nome que Julián Apaza decide assumir ao início de sua liderança, Tupac Katari.
O líder indígena surge no cenário político em meio a um momento de declínio das condições de vida das populações presentes no Altiplano, passando a liderar mais de 40000 pessoas ao lado de sua esposa, Bartolina Sisa, outra figura de suma importância para o movimento indígena, sobretudo pelo protagonismo de uma figura feminina influenciando, por exemplo, a Federação Nacional de Mulheres Campesinas de Bolívia “Bartolina Sisa” (FNMCB-BS). Apaza, buscando legitimar-se enquanto líder indígena, assume características fortemente messiânicas, profundamente vinculadas à cosmovisão e mitologia originária, parcialmente sincretizada com a fé católica.
Este aspecto messiânico, particularmente em sua faceta mais ligada à mitologia aymará e quéchua, apresenta-se no próprio nome que o mesmo assume - Tupac Katari. Primeiramente destaca-se a força presente neste nome, devido a seu vínculo com a figura de líderes que anteriormente assumiram esse nome, e, particularmente, pelo significado do nome “Tupac Katari”, sendo Tupac (Tupaq) é um nome de origem quéchua que traduz-se como: real, soberano; já Katari, aqui escrito em grafia quéchua, mas possuindo um equivalente no dialeto aymara, asiru, possui um significado mais complexo, sendo possível traduzi-lo como víbora e estando ligado a conceitos do mundo aymará, especialmente à existência de uma divisão entre o “superior”, representado pelo Urcu e o “inferior” ou Uma. Ao centro destes, existindo o Taypi, um espaço que não é nem Urcu, nem Uma, mas sim um espaço intermediário onde sempre se busca a resolução dos conflitos. Dessa forma, Tupac Katari transparece em seu nome a relação étnico-ancestral presente em sua formação.
A relação étnico-ancestral é fundamental para a construção da narrativa criada por e no entorno de Katari. O mesmo tornou-se um imprescindível símbolo para os movimentos indígenas, acumulando sobre si um importante capital cultural, em grande parte devido a sua capacidade de penetração no imaginário popular, sobretudo por sua origem – enquanto parte da chamada plebe – e o uso tanto dos elementos mais tradicionais de mitologia originária, quanto de aspectos da religiosidade católica, no momento religião oficial. Destaca-se, ainda, o uso de itens simbólicos, tais quais a wiphala, a quipu e os pututus que representam parte da identidade cultural dos povos indígenas. Tais aspectos junto a sua consolidação enquanto líder de diversos atos de rebeldia possibilitou com que Tupac Katari marcasse os movimentos indígenas que, após a sua morte, adotariam a sua figura para representar a luta indígena e campesina por melhores condições, presente na Bolívia.

###### Periodo pós-independencia
O processo de independência não significou a construção de uma sociedade de iguais direitos e nem uma quebra da dominação exercida pelo estado sob os povos indígenas presentes no recém construído país, expondo as raízes do colonialismo presentes na sociedade boliviana. A construção do estado boliviano, sob a égide Katarista, dá-se a partir da disputa de forças entre dominantes e dominados. Tendo essas dinâmicas sido normalizadas pela via do racismo, esse processo evidencia-se por sucessivas medidas de exclusão institucionalizada.
Durante os primeiros anos de vida da então recente independente nação, Simón Bolivar decreta no ano de 1825, a propriedade individual e legitimou Patrones e Criollos na usurpação e não reconhecimento das terras comunais, resultando na perda de territórios inicialmente pertencente a povos originários. Podemos notar, nos governos seguintes, políticas que reforçam o processo acima. Dinâmica presente no governo Mariano Molgarejo (1864-1871) e particularmente evidenciada no Governo Adolfo Bollivián (1873-1874), o qual apresentava lemas como “O Estado é dono da terra e os índios só a possuem como inquilinos”
Promulga-se, no ano de 1824, a lei de Exvinculación a qual garantiu a concessão de títulos de propriedade individual a membros seletos da sociedade, os quais tinham garantidos os direitos de exercer os chamados “atos de domínio”, incluindo o direito de vender tais terras. A lei em questão fora ainda responsável por colocar na ilegalidade as comunidades indígenas. Nos anos seguintes realizou-se uma reforma agrária (1874-1876), com o objetivo de expandir a Hacienda como modelo de propriedade rural e com este, seus padrões de domínio.
A reforma agrária empreendida nessa época é comumente considerada um “prelúdio” ou primeiros passos para eventos ocorridos em 1953, com a tentativa de transformar os camponeses-indígenas bolivianos em meros proprietários individuais de terras, uma tentativa de suprimir as questões étnicas e culturais e diminuir o vínculo destas populações com as suas terras. 

###### Revoltas indígenas
Com a expansão das relações de domínio, iniciados com a Lei de Exvinculación, sendo as comunidades indígenas existentes em território boliviano agora consideradas ilegais, instalaram-se mesas reguladoras, reduzindo ainda mais o poder destes grupos e ameaçando fortemente sua sobrevivência e domínio sobre seus territórios. Tais medidas evidentemente geraram reações por parte das comunidades afetadas pelos ataques do estado, os quais tiveram na imagem de Pablo Zarate Wilka – Importante líder indígena nascido na mesma província de Tupac Katari, Aroma – o qual inspirando-se em Katari, organizou e liderou uma rebelião.
A rebelião liderada por Zarate Wilka deu-se no contexto geral da guerra civil iniciada em 1998. Neste sentido, a participação indígena demonstrou possuir extrema importância, sendo fundamental para a vitória dos liberais. Entre os resultados da guerra civil, podemos destacar a transferência da capital boliviana, da cidade de Sucre para a cidade de La Paz, e, abordando mais intimamente as relações exercidas por grupos originários, o ressurgimento dos Malkus e Jilakatas, lideranças indígenas do cenário político.
Foi, igualmente, um período de constantes manifestações de rebeldia, as quais retomavam a imagem de Zarate Wilka e Tupac Katari. As comunidades, entre 1910 e 1930, passaram por um processo de fortalecimento e retomada de modelos organizacionais tradicionais, muito devido à própria lei de Exvinculación e pela situação de ilegalidade em que as comunidades estavam inseridas. Durante esse mesmo período, houve, ainda, forte atuação dos “caciques apoderados”. Estes assumiram o papel de serem “pontes” entre as comunidades, utilizando-se de documentos coloniais, normalmente encontrados em Lima, no Peru, para comprovar a posse da terra e dos direitos adquiridos por parte das comunidades.
Os caciques apoderados foram capazes de obter relevantes vitórias jurídicas, apresentando provas da aquisição de direitos há muito esquecidas. No entanto, não fora possível evitar que esses avanços desagradassem os governantes no poder. Estes foram responsáveis por intensificar as formas já existentes de repressão. 
Com o avanço das repressões empreendidas pelo Estado boliviano, o cacique Martin Vásquez liderou uma rebelião na região de Pacajes, especificamente atuando nas minas de Corocoro, desaguando para outras regiões, como a de Aroma, e desta expandindo-se para os centros urbanos. Pacajes teve seu fim com três caciques presos e fortes repressões. No entanto, esta revolta acabou por auxiliar na reestruturação dos movimentos de origem aymara, além de inspirar diversas outras manifestações, como a chamada “sublevação de Caquiaviri”, em 1918, e a rebelião “Jesus de Machaca”, em 1921.
No contexto da manifestação conhecida como “sublevação de Caquiaviri”, possui-se, para além da já reiterada luta por terras e melhores condições de vida, um aspecto novo e de extrema importância na construção da imagem de Tupac Katari. Alegava-se a busca por seu braço que estaria enterrado na região, salientando o simbolismo construído ao redor desta figura.
Pressionado pelas rebeliões e reivindicações indígenas, especialmente após a rebelião Jesus Machaca, na qual seus líderes foram capazes de articular algumas de suas maiores demandas junto a partidos de esquerda urbana, o presidente vigente Batista Saavedra (1921-1925), opta por empreender medidas de confirmação social, como a legalização das greves e a regulamentação da jornada de trabalho, agora constituindo-se de oito horas diárias e garantindo indenizações em caso de acidentes de trabalho. Tais medidas buscavam, acima de tudo, garantir a manutenção das oligarquias, dispersando os revoltosos ao ceder algumas de suas reivindicações, sem tocar na estrutura que permitia a subsistência das oligarquias, dominantes na política boliviana, ainda assim, a tensão apenas aumentaria, tanto em seu governo quanto no de seu sucessor, Hernando Siles Reyes (1926-1930).

###### Guerra do Chaco
A guerra do Chaco (1932-1935), empreendida por Daniel Salamanca, (1931-1934), iniciada em um momento de grandes instabilidades econômicas e sociais, foi fundamental para definir os rumos do campesinato indígena. A disputa com o Paraguai iniciada visando a manutenção de uma elite ligada à oligarquia boliviana gerou graves consequências, tais como a perda de acesso ao mar e morte de milhares de cidadãos, expondo o estado e sua elite, gerando um explosivo combustível para a efervescência social.
No período marcado pelo início e o fim do governo de Enrique Peñaranda (1940-1943) a Bolívia viveu um verdadeiro momento de agitação e tumulto. Criaram-se sindicatos e partidos como o Partido Operário Revolucionário (POR), o Partido de Esquerda Revolucionária (PIR) e o Movimento Nacionalista Revolucionário (MNR), importantíssimos no cenário político boliviano. A princípio, a ação dos sindicatos ainda estava distante das mãos dos povos originários, o que logo viria a mudar por completo. Houve paralisações, como a greve de braços cruzados, empreendida pelos camponeses no findar do ano de 1930.
Durante o período em que Peñaranda esteve no poder, tivemos um aprofundamento das medidas de repressão, tendo ele restaurado o mais repressivo ciclo militar no país e tomado ações para “controlar a agitação comunista no campo”. Ele declarou estado de segurança, utilizando desta prerrogativa para criar sanções e perseguir grupos políticos. Em 1942, o governo realizou o chamado “massacre de Catavi”, denunciado pelo MNR, o qual ganhava cada vez mais reconhecimento e importância, e que incorporaria este evento em seu discurso.
Ainda no ano de 1942 ocorreria o primeiro congresso de indígenas de fala quéchua, ganhando o suporte de diversos grupos, tais como os operários e universitários das cidades de Sucre e Oruro. Tal evento foi seguido pelo segundo congresso indígena de fala quéchua, realizado no ano seguinte, e posteriormente pelo primeiro congresso indígena, realizado em 1945 na cidade de La Paz, ambos marcos dos avanços do movimento indígena. Em dezembro de 1943, mesmo ano do segundo congresso de indígenas de fala quéchua, Gualberto Villaroel empreenderia um novo golpe, constituindo o chamado co-governo.
 Destaca-se aqui, sobretudo, a participação indígena desde a guerra do Chaco até a Revolução de 1952, estando as milícias camponesas-indígenas presentes no exército que permitiu a queda do exército oficial do Estado boliviano e das próprias oligarquias. Com a revolução, temos o enquadramento dos povos indígenas na categoria de camponeses e estabelecendo o sindicato, posteriormente analisada por Álvaro Garcia Linera, como instituição representativa das comunidades rurais.

## História
A revolução de 1952 trouxe consigo novas formas de ataque e repressão, com tentativas de apagamento da cultura e da identidade invdígena, além da tentativa de converter o campesinato em proprietários individuais, um ataque direto às estruturas comunais tradicionais. Em grande medida motivado pelo ideário de modernidade, fortemente enraizado no imaginário e nas políticas da época, as quais deixavam pouco espaço para o tradicional, ou qualquer forma organizacional que não se encaixe no modo de produção capitalista.

### Acesso à educação
No início dos anos 1970, o movimento katarista começou a se articular publicamente na Bolívia, objetivando a recuperação da identidade política do povo aimará. O movimento desenvolveu duas chaves principais de pensamento: em primeiro lugar, a concepção de que o colonialismo permaneceu nas repúblicas latino-americanas, mesmo após os processos de independência; e em segundo lugar, o reconhecimento de que a população indígena constitui a maioria demográfica (e assim essencialmente, política) na Bolívia. O katarismo faz visível a dupla opressão que sofrem os povos indígenas da Bolívia: a de classe (no sentido marxista) e a nacional.
Com a reforma agrária de 1953, jovens aimarás. adquiriram, a partir deste momento, a possibilidade de acesso à educação criolla, passando a ingressar com menos dificuldades na universidade de La Paz. Um marco na busca por direitos que, ao mesmo tempo demonstrava as profundas raízes racistas do Estado, na forma da resistência por parte da elite boliviana, a qual recusava-se a ter a presença de “Índios” nas escolas.

#### Fundação do Partido Autóctone Nacional (PAN)
Nesse contexto, os grupos de jovens Aymarás fundam, em 1960, a primeira entidade política de promoção dos valores e tradições indígenas, o Partido Autóctone Nacional (PAN). Participariam do PAN figuras de extrema importância para o movimento indígena, destacando-se aqui o movimento Katarista; temos assim o surgimento de figuras como Raimundo Tambo, figura central na formação do movimento Katarista, e Fausto Reinaga.
Reinaga possuiu carreira catedrática, participou do MNR e das fundações do Partido de la Izquierda Revolucionaria (PIR) e do Partido Comunista Marxista Leninista (PCML). Reinaga defendia a autonomia dos povos Indígenas por meio do resgate da civilização pré-colonial e da extinção da forma Estado-nação.
Foi notória a aproximação de Reinaga e lideranças do PAN, sobretudo em relação a Constantino Lima, devido a isso, os próximos anos do PAN foram marcados por transformações, tornando-se o (PIQ), o Partido dos Índios do Qollasuyo e posteriormente refundando-se como (PIAQ) o Partido dos Índios Aymara Quéchua, no dia 15 de novembro de 1962, data do aniversário de morte de Tupac Katari.
O período que se segue após 1952 ficou fortemente marcado por momentos de crise. Em 1956 o governo do MNR perde apoio da COB, que se afasta levando consigo parte da confiança dos camponeses. A crise do MNR culminou no golpe militar de 1964, por René Barrientos, que tornaria ainda mais rígidas as relações com o campesinato indígena. Em 1966, o PIAQ converte-se no (PIB) Movimento Índio de Bolívia, no mesmo ano Reinaga é nomeado como presidente do partido, tendo como vice-presidente e secretário geral Raimundo Tambo.

#### Formação do Movimento Universitário Julián Apaza (MUJA)
Neste contexto, o acesso à educação transformou as formas organizativas dos movimentos indígenas, além de fomentar a intelectualidade indianista, começando a emergir o pensamento katarista entre estudantes indígenas, fortemente inspirados pela retórica da revolução nacional, bem como por Fausto Reinaga, escritor e fundador do Partido Índio de Bolívia. Assim, criaram o Movimento Universitário Julián Apaza, MUJA, organizado em torno de demandas culturais como a educação bilingüe. Seu principal líder foi Genaro Flores Santos (quem em 1965 regressou ao campo para dirigir a luta dos camponeses). Outra figura prominente foi Raimundo Tambo.
O findar dos anos sessenta trouxe consigo a redescoberta da Wiphala, estampando as bandeiras e tornando-se símbolo imprescindível na construção da identidade do movimento indígena-camponês. Nesse mesmo período, especificamente no ano de 1968, há grande parte do movimento indígena une-se no “Movimento Nacional Tupac Katari” (MNTK), expressões de um crescente movimento de expansão e penetração das ideias defendidas pela luta indígena, possível em grande parte pelo início de um período de maior abertura] política.
Em 1971, no Sexto Congresso Nacional Camponês, o congresso da Confederação Nacional de Camponeses, o katarismo emergiu como a maior força de oposição às forças pró-governamentais. Em 1973, no massacre de Tolata (no que foram assassinados ao menos 13 camponeses quíchuas) o movimento katarista se radicalizou. Depois do massacre, os kataristas emitiram o Manifesto Tiwanaku de 1973, denunciando a exploração económica do povo quechua e a opressão cultural e política a que é submetido. Nesta visão, a consciência de classe camponesa e a consciência étnica aymará e quéchua eram complementares porque viam ao capitalismo e ao colonialismo como a raiz da exploração.
O katarismo e o indianismo são, sobretudo, similares, possuindo muitas pautas alinhadas e por tal a cisão entre os dois grupos não fora causada necessariamente por choques ou disputas, mas acima de tudo, por diferenças na forma de lidar com demandas classistas, evidenciadas pelas precárias relações laborais, as quais arrastam-se em um constante movimento de exploração e mercantilização do trabalho, como comenta Álvaro Garcia Linera, importante líder katarista.
Para o katarismo a exploração do trabalho, o racismo, os ataques à identidade e cultura indígena, apresentam-se enquanto aspectos intrinsecamente conectados. Dessa forma, enquanto o indianismo negava interações com as demandas da luta de classes, o katarismo as tomará como aspecto fundamental e indissociável.

## Desenvolvimento político

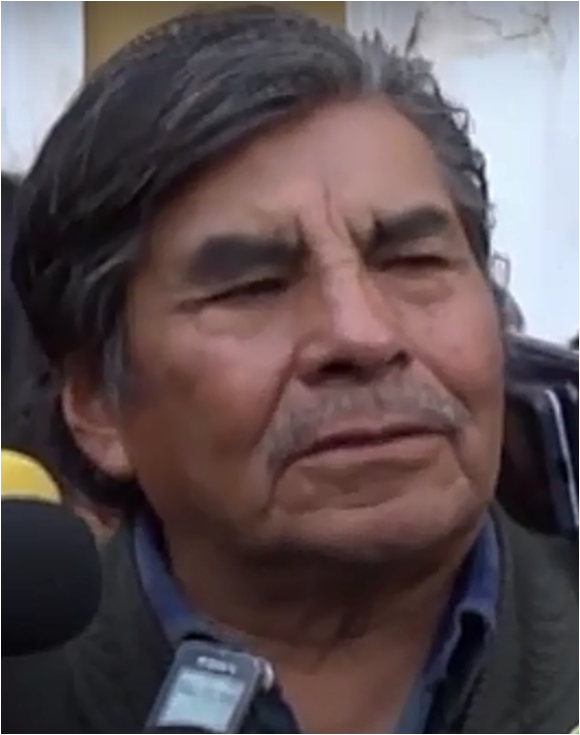
Felipe Quispe em 2019.

### 1970-1980
O katarismo conseguiu um importante avanço político no final de 1970 através da atuação de suas lideranças na Confederação Sindical Única de Trabalhadores Camponeses de Bolívia (CSUTCB). Os kataristas defenderam que o sindicato se comprometesse mais com a causa indígena. Finalmente, produziu-se uma divisão dos kataristas em dois grupos. O primeiro, mais reformista, foi dirigido por Víctor Hugo Cárdenas (quem mais tarde foi vice-presidente no governo de Gonzalo Sánchez de Lozada) e encabeçou esforços de institucionalização do multiculturalismo, sob direção do Estado neoliberal. O segundo grupo articulou o caminho do nacionalismo aimará, criando o Movimento Revolucionário Tupaj Katari (MRTK). Esta corrente radical do katarismo tem estado representada por Felipe Quispe (conhecido como Mallku), quem participou na fundação da guerrilha Exército Guerrilheiro Tupac Katari nos anos 1980. Este grupo, mais tarde, converter-se-ia no MIP (Movimento Indígena Pachakuti), o qual se posicionou numa crítica aberta ao neoliberal Consenso de Washington e propôs a união em torno da solidariedade étnica. Quispe defendeu a criação de um país soberano novo, a República de Quillasuyo, que leva o nome de uma das quatro regiões do antigo império onde os incas conquistaram aos aymaras. O atual vice-presidente de Bolívia, Álvaro García Linera, foi membro deste grupo.
A organização katarista ficou debilitada institucionalmente nos anos 1980. Neste contexto, as ONG começaram a apropriar dos símbolos kataristas. Partidos populistas, como Consciência de Pátria (CONDEPA) também começou a integrar os símbolos kataristas em seu discurso.
Após o Movimento Nacionalista Revolucionário (MNR) incorporou propostas do katarismo em seu programa durante a campanha eleitoral de 1993 e outros partidos fizeram o próprio, entre eles de maneira notável o Movimento de Esquerda Revolucionária).